# Макаровская (Бабаевский район)
Макаровская — деревня в Бабаевском районе Вологодской области.
Входит в состав Борисовского сельского поселения, с точки зрения административно-территориального деления — в Борисовский сельсовет.
Расстояние по автодороге до районного центра Бабаево составляет 67 км, до центра муниципального образования села Борисово-Судское — 5 км. Ближайшие населённые пункты — Антоновская, Карасово, Корнилово.
Население по данным переписи 2002 года — 5 человек.